# Эрскин, Питер
Питер Эрскин (англ. Peter Erskine, род. 5 июня 1954) — американский джазовый барабанщик.

## Биография
Пит Эрскин родился в Сомерс Пойнт, Нью-Джерси, США. Играл на барабанах c четырёх лет. Окончил Interlochen Arts Academy в Мичигане и учился в Индианском университете в Блумингтоне. В 1972 году он начал свою профессиональную карьеру, играя с оркестром Стэна Кентона. Четыре года спустя присоединился к Мейнарду Фергюсону, с которым он работал вплоть до переезда в Лос-Анджелес. В Лос-Анджелесе он входит в состав группы Weather Report, где составляет пару в ритм секции Жако Пасториусу. С Weather Report он записал пять альбомов, выиграл свою первую «Грэмми» за их концертный альбом «8:30». Одновременно с этим он работал с Фредди Хаббардом, Джо Хэндерсоном, Чиком Кориа, Бобби Хатчерсоном, Джо Фарреллом и Джорджем Кейблсом. 

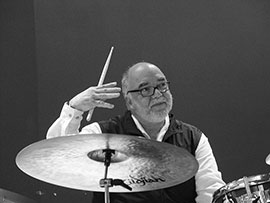
Peter Erskine

Следующей ступенью карьеры был в Нью-Йорк, где он работал в течение пяти лет с такими звёздными музыкантами как Майкл Брекер, Майк Майниери, Едди Гомес, Эльяна Элиас в составе группы Steps Ahead, с Джоном Скофилдом, Биллом Фриселлом и Марком Джонсоном в легендарной группе Bass Desires, в трио Джона Аберкромби и Биг-Бенде Боба Минцера.
В 1987 году, после возвращения в Лос-Анджелес, у него начинается активная концертная деятельность по всему миру. Он играл с Дайаной Кролл, Джони Митчелл, группой Steely Dan, Яном Гарбареком, Джоном Тейлором, Кейт Буш, Садао Ватанабэ и многими другими. Он выступал в качестве солиста с ведущими симфоническими оркестрами мира, сотрудничал с Саймоном Рэттлом. На Променадных концертах Би-би-си (известный британский фестиваль классической музыки) был представлен двойной концерт для перкуссии «Fractured Lines», сочинённый Марком-Энтони Тёрниджем, в записи которого Питер принял непосредственное участиеОн так же участвовал в записи и представлении оперы Тёрниджа «Anna Nicole» в Королевском оперном театре Лондона. Тёрнидж сочинил сольный концерт для него, названный «Erskine». Одновременно с этим дома в Лос-Анджелесе он делал студийные записи с Сетом Макфарлейн, Патриком Уильямсом, а также Джоном Бисли, Бобом Шеппардом и Бенджамином Шепердом (все трое сейчас являются членами его группы Dr. Um Band).
Пит Эрскин известен своей универсальностью и любовью к работе в разных музыкальных стилях. Он участвовал в записи более семисот альбомов, пятнадцать из них были выпущены под его именем или в соавторстве с ним, а записанный вместе с Майклом и Рэнди Брекерами, Уиллом Ли, Винсом Мендосой и WDR big band концертный альбом «Some Skunk Funk» принёс ему вторую премию «Грэмми». Его игру можно услышать и в саундтреках к фильмам и сериалам, таким как «Мемуары гейши», Остин Пауэрс, «Тайная жизнь домашних животных», «Приключения Тинтина» Стивена Спилберга и Джона Уильямса, «Ла-ла-Ланд», удостоенного премии «Оскар», «Логан» и «Карточный домик». Помимо этого Питер занимается продюсированием джазовых записей, пишет книги, создаёт iOS приложения для музыкантов. Он является профессором практики и директором по изучению ударных музыкальных инструментов в USC Thornton School of Music в University of Southern California. Питер играет на барабанах Tama, тарелках Zildjian, палках Vic Firth, барабанах Remo, перкуссии Meinl и использует микрофоны Shure и цифровые записывающие устройства Zoom.

## Награды и премии
Двукратный обладатель премии «Грэмми». В 1992 году был удостоен звания
почётного доктора музыки Berklee College of Music.

## Личная жизнь
Женат на Муцуко Эрскин. Его дочь — актриса и писательница Майя Эрскин.

## Дискография

### As leader
- 1982 Peter Erskine (Contemporary Records)
- 1987 Transition (Denon)
- 1988 Motion Poet (Denon)
- 1989 Aurora (Denon)
- 1991 Sweet Soul
- 1993 You Never Know[англ.] (ECM)
- 1994 Time Being[англ.] (ECM)
- 1995 From Kenton to Now with Richard Torres (Fuzzy Music)
- 1995 History of the Drum (Interworld)
- 1996 As It Is[англ.] (ECM)
- 1997 Lava Jazz (Fuzzy Music)
- 1999 Juni[англ.] (ECM)
- 2000 Live at Rocco (Fuzzy Music)
- 2001 Side Man Blue (Fuzzy Music)
- 2002 Badlands (Fuzzy Music)
- 2007 Worth the Wait с Тимом Хэгенсом[англ.] (Fuzzy Music)
- 2010 The Interlochen Concert (Fuzzy Music)
- 2011 Joy Luck (Fuzzy Music)
- 2015 Dr. Um[англ.] (Fuzzy Music)
- 2016 Second Opinion (Fuzzy Music)
- 2016 In Praise of Shadows (Fuzzy Music)
- 2018 On Call (Fuzzy Music)

### As co-leader
- 1986 Current Events[англ.] с Джоном Аберкромби[англ.], Marc Johnson (ECM)
- 1989 John Abercrombie / Marc Johnson / Peter Erskine (ECM)
- 1991 Star с Яном Гарбареком, Мирославом Витошем (ECM)
- 1991 Justin Morell Quartet with Justin Morell, Расселом Феранте[англ.]
- 1995 Traction Avant with Alessandro Galati, Пале Дениэльсоном[англ.] (Via Veneto)
- 1997 Jason Salad! with Alessandro Galati, Джоном Патитуччи, Bob Sheppard (Via Veneto)
- 1998 Live at the Baked Potato with Dirk K., Jorg Kleutgens (Kalle Fornia)
- 1998 Turnage: Blood on the Floor with John Scofield, Martin Robertson, Peter Rundel (Decca)
- 2000 The Hudson Project[англ.] with John Abercrombie, Бобом Минцером[англ.], John Patitucci
- 2002 Turnage: Fractured Lines with Evelyn Glennie, Christian Lindberg, Leonard Slatkin
- 2004 ELB with Nguyen Le, Michel Benita
- 2008 Dream Flight with ELB (ACT)
- 2009 The Trio Live @ Charlie O’s (Fuzzy Music)
- 2010 Scenes from a Dream с Крисом Мином Доки[англ.], Ларри Голдингсом[англ.]
- 2011 Standards 2: Movie Music с Бобом Минцером, Darek Oleszkiewicz, Аланом Паска[англ.] (Fuzzy Music)
- 2015 Trio M/E/D with Palle Danielsson, Rita Marcotulli (Abeat)
- 2016 How Long Is Now? with Lars Danielsson, Iiro Rantala (ACT)
- 2019 3 Nights in L.A. with George Garzone, Alan Pasqua and Darek Oles (Fuzzy Music)

### As sideman
With Rez Abbasi
- 1995 Third Ear (Cathexis)
- 1998 Modern Memory (Cathexis)

С Джоном Аберкромби
- 1988 Getting There (ECM)
- 1993 November (ECM)

With David Benoit
- 1989 Waiting for Spring (GRP)
- 1992 Letter to Evan (GRP)
- 2004 The Benoit/Freeman Project 2 with Russ Freeman (Peak)

With Wayne Bergeron
- 2002 You Call This a Living?
- 2016 Full Circle

With Warren Bernhardt
- 1983 Warren Bernhardt Trio
- 1987 Hands On
- 1991 Heat of the Moment
- 2003 Amelia’s Song
- 2003 So Real

With Randy Bernsen
- 1986 Music for Planets People and Washing Machines
- 1987 Mo' Wasabi

With Chris Botti
- 1999 Slowing Down the World (GRP)
- 2002 December (Columbia)

With Michael Brecker
- 1988 Don’t Try This at Home
- 2003 en:Some Skunk Funk

With Michael Buble
- 2009 Crazy Love
- 2011 Christmas
- 2018 Love

With Gary Burton
- 1988 Times Like These (GRP)
- 1989 Reunion (GRP)
- 1991 Cool Nights (GRP)
- 1993 It’s Another Day
- 1997 Departure

With Joey Calderazzo
- 1991 In the Door
- 1993 The Traveler

С Джорджем Кейблсом
- 1980 Cables' Vision (Contemporary)
- 1984 The Big Jazz Trio
- 1985 Circle (Contemporary)
- 1987 Whisper Not
- 2002 Shared Secrets (MuseFX)

With Alex Cline
- 1999 Sparks Fly Upward
- 2001 The Constant Flame

With Eddie Daniels
- 1992 Benny Rides Again
- 1993 Under the Influence
- 1995 The Five Seasons

With Al Di Meola
- 1994 Orange and Blue
- 1998 The Infinite Desire
- 2011 Pursuit of Radical Rhapsody

With Yelena Eckemoff
- 2010 Cold Sun (L&H)
- 2010 Flying Steps (L&H)
- 2013 Glass Song (L&H)
- 2018 Desert (L&H)

With Eliane Elias
- 1988 Cross Currents
- 1989 So Far So Close
- 1991 A Long Story
- 1992 Fantasia
- 1993 Paulistana

With Maynard Ferguson
- 1977 Conquistador
- 1977 New Vintage
- 1978 Carnival

With Don Grolnick
- 1986 Hearts and Numbers
- 1990 Weaver of Dreams

With Bob James
- 1983 Foxie
- 1983 The Genie
- 1984 The Swan

С Марком Джонсоном
- 1985 Bass Desires[англ.] (ECM)
- 1987 Second Sight (ECM)

With Stan Kenton
- 1972 National Anthems of the World
- 1973 Birthday in Britain
- 1973 7.5 on the Richter Scale
- 1973 Live at the London Hilton 1973 Vol. 2
- 1974 Fire, Fury, and Fun
- 1974 Stan Kenton plays Chicago
- 1992 Street of Dreams
- 1994 Live at Carthage College Vol. 1
- 1995 Live at the London Hilton 1973 Vol. 1
- 1996 At Pavilion Hemel Hempstead England 1973
- 1999 Live at Newport Jazz Festival
- 2000 At the Arcadia Theatre 1974

With en:Diana Krall
- 2001 The Look of Love
- 2004 The Girl in the Other Room

With Chuck Loeb
- 1994 Simple Things
- 2013 Silhouette

С Майком Майниери
- 1981 Wanderlust
- 1995 An American Diary
- 1997 An American Diary Vol. 2

With Vince Mendoza
- 1990 Start Here
- 1992 Jazzpana
- 1994 Sketches
- 1997 Caribbean Night

С Бобом Минцером
- 1982 Source
- 1983 Papa Lips
- 1985 Incredible Journey
- 1986 Camouflage
- 1988 Spectrum
- 1989 Urban Contours
- 1990 The Art of the Big Band
- 1991 Departure
- 1992 Hymn
- 1992 I Remember Jaco
- 1995 The First Decade
- 1998 Quality Time
- 2003 Gently
- 2012 For the Moment
- 2016 All L.A. Band

С Аланом Паска 
- 2005 My New Old Friend
- 2007 Standards

With Jaco Pastorius
- 1981 Word of Mouth
- 1983 Invitation
- 1995 The Birthday Concert
- 2000 Twins Live in Japan 1982
- 2004 Guitar & Bass
- 2005 Live in Japan
- 2006 Introducing: Jaco Pastorius
- 2006 The Word Is Out
- 2007 Live and Outrageous
- 2008 The Florida Concert
- 2017 Truth Liberty & Soul

С Джоном Патитуччи
- 1987 John Patitucci
- 1990 Sketchbook
- 1994 Mistura Fina

With John Scofield
- 1994 Summertime
- 2001 Shortcuts 1995 Jazzpar

Со Steps Ahead
- 1983 Steps Ahead[англ.]
- 1984 Modern Times
- 1986 Magnetic
- 2005 Holding Together

With Mike Stern
- 1988 Time in Place
- 1989 Jigsaw

С Садао Ватанабе
- 1991 Sweet Deal (Elektra)
- 1992 A Night with Strings (Elektra)
- 2014 I’m with you (Victor)

С Weather Report
- 1978 Mr. Gone (Columbia)
- 1979 8:30 (Columbia)
- 1980 Night Passage (Columbia)
- 1982 Weather Report (Columbia)
- 1986 This is This! (Columbia)
- 2002 Live and Unreleased (Columbia)
- 2006 Forecast: Tomorrow (Columbia)

With Kenny Wheeler
- 1990 Music for Large & Small Ensembles (ECM)
- 1990 The Widow in the Window (ECM)
- 1992 Kayak (Ah Um)

### With others
- 1979 Mingus, Joni Mitchell
- 1979 Relaxin' at Camarillo, Джо Хэндерсон]
- 1979 Un Poco Loco, Бобби Хатчерсон[англ.]
- 1980 To Chi Ka, Kazumi Watanabe
- 1983 Swingrass '83, Various Artists
- 1984 Bop City, Ben Sidran
- 1984 Liquid Silver, Andy LaVerne
- 1984 Quartet, Bill Reichenbach Jr.
- 1985 Magic Touch, Stanley Jordan
- 1985 Na Pali Coast, Peter Sprague
- 1985 Train of Thought, Mitchel Forman
- 1987 Guamba, Gary Peacock
- 1987 Now You Know, Makoto Ozone
- 1987 Short Stories, Bob Berg
- 1988 Facets, Doc Severinsen
- 1988 Street Dreams, Lyle Mays
- 1989 Flying Cowboys, Rickie Lee Jones
- 1989 Minor Elegance, Joe Diorio
- 1990 Blue Pacific (album), Michael Franks
- 1990 Hope, Rick Margitza
- 1991 Tell Tale Signs, Bob Sheppard
- 1991 The Promise, Wolfgang Muthspiel
- 1992 Open Letter (Ralph Towner album), Ralph Towner
- 1992 Cauldron, John Beasley
- 1992 Through the Eyes of Love, Randy Crawford
- 1992 Walk Alone, Makoto Ozone
- 1993 Arc, Jimmy Haslip
- 1993 Dream Come True, Arturo Sandoval
- 1993 Echoes of a Note, Tiger Okoshi
- 1993 Michel Plays Legrand, Michel Legrand
- 1994 East Coast West Coast, Toots Thielemans
- 1994 Storm Then the Calm, Hubert Laws
- 1995 Abandoned Garden, Michael Franks
- 1995 Alive in America, Steely Dan
- 1996 New York Rendez-Vous, Didier Lockwood
- 1996 Triangle, Martial Solal
- 1997 The Complete Rhyming Dictionary, Jon Herington
- 1998 From There to Here, Kyle Eastwood
- 1999 A New Standard, Steve Tyrell
- 1999 Fields & Strings, Brandon Fields
- 1999 Green Chimneys, Andy Summers
- 2000 It’s Like This, Rickie Lee Jones
- 2000 Les Incontournables, Chick Corea
- 2000 London Concert, Don Grolnick
- 2000 Both Sides Now (Joni Mitchell album), Joni Mitchell
- 2001 Cruisin, Marc Antoine
- 2001 Different Times, Laurence Juber
- 2001 Flirting with Twilight, Kurt Elling
- 2001 Christmas Memories, Barbra Streisand
- 2002 Rit’s House, Lee Ritenour
- 2003 Internal Eyes, Rolf Kuhn
- 2003 Midnight (Diane Schuur album), Diane Schuur
- 2003 XXL, Gordon Goodwin’s Big Phat Band
- 2004 Accentuate the Positive (Al Jarreau album), Al Jarreau
- 2004 Hummin' to Myself (Linda Ronstadt album), Linda Ronstadt
- 2005 Aerial, Kate Bush
- 2005 Got You Covered, Eric Marienthal
- 2005 Home of My Heart, Chris Walden
- 2005 Weather Update, Joe Zawinul
- 2006 Back in Town, Matt Dusk
- 2007 Eternal Licks and Grooves, Bob Florence
- 2009 At Last, Lynda Carter
- 2009 Crazy Love (Michael Buble album), Michael Buble
- 2011 What Matters Most, Barbra Streisand
- 2012 Rhythm Sessions, Lee Ritenour
- 2012 Merry Christmas, Baby (album), Rod Stewart
- 2012 The Absence, Melody Gardot
- 2013 After Blue, Tierney Sutton
- 2013 Nightsongs, Janis Siegel
- 2013 Passione, Andrea Bocelli
- 2014 Partners (Barbra Streisand album), Barbra Streisand
- 2015 Fountain and Vine, Sara Niemietz
- 2016 Laura Xmas, Laura Pausini
- 2017 I Fall in Love Too Easily, Katharine McPhee
- 2018 It’s the Holiday Season, Martina McBride

## Books
- Time Awareness
- The Erskine Method for Drumset
- My Book
- The Drum Perspective
- Drum Concepts and Techniques
- No Beethoven: An Autobiography and Chronicle of Weather Report

## DVD
- The Erskine Method for Drumset (Alfred Publishing Company)